# Civil Rights Act (1957)
Il Civil Rights Act del 1957 fu una legge in materia di diritto di voto: la prima legge degli Stati Uniti d'America promulgata dal Congresso Americano in materia di diritti civili dai tempi della Ricostruzione, in seguito alla guerra di secessione. La legge fu proposta al Congresso dall'allora presidente repubblicano Dwight Eisenhower. Il Civil Rights Act divenne famoso anche per il fatto che il senatore democratico del Sud degli Stati Uniti, James Strom Thurmond, fece la più grande opera di ostruzionismo nella storia del Senato per evitare che il provvedimento diventasse legge: 24 ore e 18 minuti di letture, tra cui la Dichiarazione d'indipendenza, il Bill of Rights, il discorso d'addio di George Washington, ma anche diversi elenchi telefonici.

## Iter legislativo
L'obiettivo del Civil Rights Act del 1957 era assicurare a tutti gli afroamericani la possibilità di esercitare il loro diritto di voto: prima di quell'anno la percentuale di neri americani che si erano registrati per il voto era intorno al 20%.

### L'opposizione Democratica
A quei tempi il Partito Democratico era diviso tra sostenitori e oppositori dei diritti civili, e così il leader dei senatori democratici (e futuro presidente) Lyndon B.Johnson decise che bisognava evitare che la legge potesse spaccare in due il partito con il suo iter d'approvazione. Johnson allora mandò il disegno di legge alla commissione giudiziaria guidata dal senatore James Eastland, proveniente dal Mississippi e contrario ai diritti civili, per ottenerne una modifica. Eastland infatti modificò il testo del disegno di legge, soprattutto in seguito al duro attacco sul tema da parte del senatore democratico della Georgia Richard Russell.
Russell era uno dei più anziani e influenti senatori del Congresso, già candidato per la nomination presidenziale nel 1952, nonché fondatore e uno dei leader della cosiddetta "Coalizione conservatrice", che controllò il Congresso Americano dal 1937 al 1961 e che riuniva le forze conservatrici sia dei Repubblicani che dei Democratici, per la maggior parte degli Stati del Sud degli USA. Russell era uno strenuo sostenitori della supremazia bianca, e per anni si oppose ad ogni atto legislativo che cercasse di colmare il vuoto tra i diritti civili dei bianchi e degli afroamericani. Russell accusò il governo Federale di voler imporre le sue leggi agli Stati.
La campagna democratica riuscì quindi a indebolire il provvedimento che, pur approvato, era molto debole a causa dell'emendamento ottenuto dallo stesso Johnson; quest'ultimo riuscì, paradossalmente, a guadagnarsi estimatori sia da alcuni sostenitori dei diritti civili (per aver fatto passare la legge) sia da molti senatori democratici del Sud che ritenevano che la legge, così com'era, avrebbe avuto poco effetto.

## Effetti
In effetti a causa dell'opposizione democratica e dell'emendamento della proposta di legge, una volta approvato il Civil Rights Act fu largamente inefficace: basti pensare che nel 1960 nel Sud degli Stati Uniti si recarono a votare meno cittadini americani neri rispetto a tre anni prima.
Il merito del provvedimento fu comunque quello di spianare la strada ad altri interventi legislativi che fossero effettivamente utili per assicurare diritti di voto, di alloggio e non segregazione razziale alla comunità afroamericana. In particolare la legge creò la Commissione per i Diritti civili e l'Assistente Procuratore Generale per i Diritti Civili. Poco dopo, il 9 dicembre 1957, fu creata, all'interno del Dipartimento di Giustizia, la Divisione per i Diritti Civili, su ordine del Procuratore generale degli Stati Uniti William P. Rogers. In questo modo l'Assistente Procuratore Generale ai diritti civili aveva adesso una specifica divisione dove esercitare, mentre prima di quel momento gli avvocati intentanti cause per i diritti civili erano costretti a rivolgersi alla Divisione Criminale del Dipartimento di Giustizia, rallentando così l'iter dei processi giudiziari sui diritti civili.

## Provvedimenti successivi
Il successivo Civil Rights Act del 1960 corresse alcuni dei difetti della legge del 1957 espandendo l'autorità dei giudici federali in materia di protezione dei diritti civili e possibilità di obbligare la autorità locali a stimolare la partecipazione al voto. Il Civil Rights Act del 1964 rese illegali la discriminazione razziale e la segregazione.
Ancora più efficace in termini di uguaglianza alle urne fu il Voting Rights Act del 1965.